# Shutter (film)
Shutter är en amerikansk skräckfilm från 2008, regisserad av Masayuki Ochiai. Den är en remake av en thailändsk film med samma namn från 2004.

## Handling
Ett par åker på smekmånad till Japan. Där råkar de ut för en olycka, och en ung kvinna omkommer. När paret kommer hem upptäcker de skuggansikten i deras bilder som de tagit på semestern.

## Medverkande
- Joshua Jackson – Benjamin Shaw
- Rachael Taylor – Nicky
- John Hensley – Adam
- James Kyson Lee – Ritsuo
- David Denman – Bruno
- Maya Hazen – Seiko